# Форнезиге (Белуно)
Форнезиге (итал. Fornesighe) је насеље у Италији у округу Белуно, региону Венето.
Према процени из 2011. у насељу је живело 201 становника. Насеље се налази на надморској висини од 1007 м.